# 陸慶娛樂
陸慶娛樂集團控股有限公司，簡稱陸慶娛樂集團控股，和陸慶娛樂（英語：Luk Hing Entertainment Group Holdings Limited，港交所：8052），在2010年，由蔡紹傑（行政總裁）和等人，於澳門（總部）成立「陸慶投資有限公司」，於新濠天地內設立「嬌比」會所（Club Cubic）。
業務在澳門和香港經營會所及娛樂行業，包括版權收費等。
股份在2016年11月11日於港交所創業板上市。配售股份價格為0.26港元，配售股份為4.5億股，集資額為7600萬港元。

## 外部連結
- irasia.com/listco/hk/lukhing/ （页面存档备份，存于）
- cubic-cod.com/ （页面存档备份，存于）
- facebook.com/CubicCOD （页面存档备份，存于）